# Église Saint-Pierre de Valflaunès
L'église Saint-Pierre  de Valflaunès, connue également sous le vocable de Saint-Pierre-aux-Liens, est une église romane située à Valflaunès dans le département français de l'Hérault en région Occitanie.

## Historique
L'église de Valflaunès est construite à la fin du XIe siècle et au début du XIIe siècle : elle est mentionnée  en 1154 sous le nom de Parrochia de Valfeunes dans le cartulaire de Maguelone.
L'église de Valflaunès était une vicairie perpétuelle dans l'archiprêtré de Tréviers, dépendante des Bénédictins d'Aniane. 
Elle ne fait l'objet ni d'un classement ni d'une inscription au titre des monuments historiques.

## Architecture
L'église est édifiée en pierre de taille assemblée en appareil irrégulier.
Elle présente un chevet de style roman lombard constitué d'une abside unique couverte de lauzes et ornée de lésènes et de bandes lombardes.
La façade occidentale présente une maçonnerie très irrégulière. Elle est ornée d'un portail cintré de style classique encadré de deux paires de pilastres à impostes en saillie.
La partie supérieure de la façade est percée d'une baie cintrée et surmontée d'un clocheton à double baie campanaire.